# 9DayzGlitchClubTokyo
9DayzGlitchClubTokyo（ナインデイズグリッチクラブトーキョー）は、日本の女性アイドルグループ。2020年に結成され、東京都を拠点に活動している。通称として「9Dayz」や「9DayzGCT」が用いられている。

## 概要
2020年12月8日に東京でライブデビュー。エレクトロニカやEDM、ドラムンベース、フレンチコアなどのサウンドを取り入れた、ジャンル融合型の音楽性が特徴である。プロデューサーは元RIMCATのクマ（KUMA）。
2022年には『激ロック』、『SPICE』、『Rooftop』などの音楽メディアに取り上げられた。
2022年9月には初の全国流通盤『Drug Cocktail Collection』をリリースし、代官山UNITでワンマンライブ「The Gothic」を開催。同収録曲「Drug Cocktail」のミュージックビデオは、同年9月2日にYouTubeにて公開された。
2023年には「ユウレイユレルダンスフロア」が『アイドル楽曲大賞2023』インディーズ・地方アイドル楽曲部門で17ポイントを獲得し、一定の評価を受けている。

## メンバー

### 現在のメンバー
- ミル・サトウ（初期メンバー）
- ウドンチャン（2021年4月6日加入）
- いしがき しのぶ。（2021年4月6日加入）

## ディスコグラフィ

### アルバム
- 『アザミ眠るシャハル』（2021年10月21日）[7]
- 『Unstable espresso』（2023年7月29日）[8]
- 『The Peaky (and invisible) Moralz』（2025年3月13日）[8]

### ミニアルバム
- 『Stimulate』（2020年12月8日）
- 『無神経night walker -rebuild- ep』（2021年6月6日）
- 『Drug Cocktail Collection』（2022年9月7日）[9]

### シングル
- 『The gust of wind』（2023年12月1日）[8]
- 『Ningen_gokko』（2025年3月30日）[8]

### デモ音源
- 『TYPE Σ』（2021年5月23日）
- 『type:ι』（2021年9月1日）
- 『Bad Girls Bullet -Physalis-』（2021年9月18日）

## 活動年表
- 2020年12月8日 - 東京でライブデビュー。
- 2021年4月6日 - ウドンチャン、いしがき しのぶ。が加入。
- 2022年5月1日 - 主催イベント「GlitchClubParty」を下北沢の3会場で開催。
- 2022年9月9日 - ワンマンライブ「The Gothic」を代官山UNITで開催。
- 2022年9月2日 - 楽曲「Drug Cocktail」のMVを公開。
- 2024年10月～12月 - 「9DayzGlitchClubOsaka」として期間限定で大阪を拠点に活動。
- 2025年1月1日 - 下北沢CLUB251にて再デビュー元日ワンマンライブを開催。